# 掛丸翔
掛丸 翔（かけまる かける）は、日本の漫画家。作品に『少年ラケット』がある。

## 来歴
小学校3年生の時に佐賀県三養基郡基山町に転居。若基小学校、基山中学校、致遠館高校を経て九州大学理学部を卒業するまで同町に在住していた。小学校1年生の時に漫画キットを欲しがるなど幼少時から漫画への興味を持っていた。中学1年生の時に卓球を始め、中高の部活経験をもとに卓球漫画を描こうと志す。
卓球を題材にした作品を秋田書店の編集部に持ち込んでから9年を経た2015年5月28日発売の週刊少年チャンピオン26号にて卓球に青春を懸ける少年少女を描く「少年ラケット」を掲載し長期連載デビューを果たす。ほか卓球関係では、世界卓球2017ドイツとのコラボ読切作品を週刊少年チャンピオンで発表したほか、伊藤条太著『卓球語辞典』のイラスト、城島充著『ピンポンさん』（角川文庫）のカバーイラスト、卓球カードゲーム『TToTT』（イルマソフト）のイラストなども担当している。
2021年8月27日発売のcomicグラスト（スターツ出版）Vol.7より、坂木持丸原作『この世界で俺だけが【レベルアップ】を知っている』のコミカライズ連載を開始。2023年10月13日配信のVol.58にて完結。

## 作品リスト

### 連載
- 少年ラケット（全13巻）
- この世界で俺だけが【レベルアップ】を知っている（全5巻） - 作画担当

### 読切
- ゾンビランドサガ公式アンソロジー『ゾンビランドサガ ANTHOLOGY』 - 1編収録
- 魔入りました!入間くん公式アンソロジー『放課後の!入間くん』第1巻 - 1編収録
- ころさせないで！押山くん（原作：有給40日、『月刊コミックバンチ』2024年3月号[6]） - 漫画担当[6]

### その他
- グランダイバー! 〜がんばれ!ツルハシくん〜（キャラクターデザイン）
- 財務省パンフレット『財務省のしごと』（漫画）